# Rodolfo Zagert

Rodolfo Zagert en su Taller en Buenos Aires, 2008

Rodolfo Zagert ( 15 de marzo de 1950 (75 años), Eldorado, Misiones, Argentina) es un artista plástico argentino que incursiona en sus pinturas tanto en lo figurativo como en lo no-figurativo. Ejerció con gran éxito como arquitecto en Alemania y España hasta el 2003, año en el que cierra su estudio para poder dedicarse exclusivamente a la plástica. Ganador del prestigioso Premio "Ciudad de Palma de Mallorca" por la restauración de un Palacio del siglo XVI.

## Biografía
Rodolfo Zagert Nació en Eldorado en Misiones, Argentina. En 1951 se traslada con su familia a Buenos Aires, volviendo sin embargo varias veces por largos períodos a Eldorado. Durante todo el año 1961 reside en Canadá.
En 1962 inicia su formación de dibujo y pintura en distintos talleres de Buenos Aires. En 1968 comienza sus estudios universitarios de arte y arquitectura. A los 19 años realiza su primera exposición individual en la mítica Galería Lirolay en la capital argentina.
De 1972 a 1976 continua, becado, sus estudios en Alemania. Permanece en ese país donde desarrolla su producción artística en el campo de la plástica y la arquitectura, hasta 1991, año en que se traslada a Palma de Mallorca, España.
En 1999 le es concedido el prestigioso premio Ciudad de Palma de Arqutiectura por la restauración integral de un palacio del siglo XVI.
En 2003 resuelve disolver su estudio de arquitectura para dedicarse exclusivamente a las Artes Plásticas.
Desde el año 2006 vive y trabaja alternando entre Palma de Mallorca y Buenos Aires.

## Principales Exposiciones Individuales
- 1969. Galería Lirolay, Buenos Aires
- 1975. Galería Palme, Hamburgo
- 1984. Galería Mensch, Hamburgo
- 1986. Galería Am Buttermarkt, Colonia
- 1987. Galería Bollhagen, Worpswede
- 1989. Galería Kulturetage, Oldenburg
- 1990. Galería El Patio, Bremen
- 1991. Goethe Institut, Santiago de Chile
- 1992. Galería Montserrat, Nueva York
- 1992. Stadtbibliothek, Berlín
- 1992 y 1993. Galería Bollhagen, Worpswede
- 1994. Museo de Arte Moderno, Buenos Aires
- 1994. Castillo de Son Vida, Palma de Mallorca
- 1995. Banca March, Manacor
- 1996. Galería Bearn, Palma de Mallorca
- 1997. Deutsche Bank, Alcudia
- 1999. Feria de Arte de Frankfurt presentado por la Galería Kishon, Tel Aviv
- 2002. Museo de Mallorca, Palma de Mallorca
- 2003. Galería Akka, Valencia
- 2004. Galería Artefiz, Zürich
- 2005. Feria Almoneda, Madrid
- 2005. Galería Akka, Valencia
- 2007. Galería Alvear, Buenos Aires
- 2008. Museo de Bellas Artes, Tucumán
- 2008. Casa de la Cultura, Salta
- 2008. Casa de la Cultura, Salta
- 2008. Festival Internacional de Cine , Mar del Plata
- 2008. Centro Cultural Borges, Buenos Aires
- 2009. Teatro Maipo, Buenos Aires
- 2009. Art Hotel, Buenos Aires
- 2009. Galería Grillo, Punta del Este
- 2009. Congreso de la Nación, Buenos Aires
- 2009. Fondo Nacional de las Artes, Buenos Aires
- 2009. Noche de los Museos en el Centro Histórico Santa Felicitas, Buenos Aires
- 2009. Centro Cultural Recoleta, Buenos Aires
- 2010. Museo del Banco Provincia, Buenos Aires
- 2010. Muestra Itinerante en el Crucero MS Deutschland, Valparaíso-Ushuaia-Antártida-Islas Malvinas, Buenos Aires
- 2010. Galería Grillo, Punta del Este
- 2010. EspacioArte, Neuquén
- 2010  Feria Internacional del Libro de Buenos Aires, Buenos Aires
- 2010  Casa de la Cultura, Adrogué
- 2010  Museo de Artes Plásticas, Olavarría
- 2010  Arte y Diseño Portals Nous, Buenos Aires
- 2010  Museo de Artes Contemporáneo Latinoamericano, La Plata
- 2010  Complejo Histórico Felicitas, Buenos Aires
- 2010  Galería Arte y Parte, Buenos Aires
- 2011  Museo de Bellas Artes, Posadas, Misiones
- 2011  Casa de la Cultura, Adrogué
- 2011  Museo de Arte Contemporáneo UCA, La Plata
- 2011  EspacioArte, Aeroparque, Buenos Aires
- 2011  Galería Cariló Arte Contemporáneo, Cariló
- 2011  Museo de Ciencias Naturales, La Plata
- 2012  Congreso de la Nación, Buenos Aires
- 2012  Teatro Argentino (Festival de Cine), La Plata
- 2012  Galería Cariló Arte Contemporáneo, Cariló
- 2012  Antiga Galería 4 Gats, Palma de Mallorca
- 2012  Galería Hella Maria Höfer, Puerto de Andrach
- 2013  Galería Cariló Arte Contemporáneo, Cariló
- 2013  Fine Art Fair, Houston
- 2014 Galería Cariló Arte Contemporáneo, Cariló
- 2014 Galería HMH, Puerto de Andrach
- 2015 Galería James Baird, Pouch Cove
- 2015 Galería Cariló Arte Contemporáneo, Cariló
- 2015 Galería Rostad Edwards Fine Art,Miami
- 2016 Galería Cariló Arte Contemporáneo, Cariló
- 2016 Audi Art Lounge, Buenos Aires
- 2016 Espacio Cultural Aldrey, Mar del Plata
- 2016 Galería Rostad Edwards Fine Art, Miami
- 2016 Galería HMH, Puerto de Andrach, Mallorca
- 2017 Galería Cariló Arte Contemporáneo, Cariló
- 2017 Museo de Bellas Artes "Timoteo Navarro", Tucumán
- 2017 Espacio de Arte Audi, Buenos Aires
- 2017 Feria de Arte, Málaga
- 2017 Salón del Automóvil, Espacio Audi, Buenos Aires
- 2017 Galería Depuramadre, City Bell, Buenos Aires
- 2017 Fundación Catedral, La Plata,  Buenos Aires
- 2018 Galería Cariló Arte Contemporáneo, Cariló
- 2018 Galería HMH, Puerto de Andrach,  Mallorca
- 2019 Galería Cariló Arte Contemporáneo, Cariló
- 2019 Feria Estampa, Madrid
- 2020 Galería Cariló Arte Contemporáneo, Cariló
- 2021 Galería Cariló Arte Contemporáneo, Cariló
- 2022 Feria MAPA, Buenos Aires
- 2022 Espacio Agec, Córdoba
- 2022 Galería Cariló Arte Contemporáneo, Cariló
- 2023 Galería Cariló Arte Contemporáneo, Cariló
- 2023 Galería Espacio Hussek, Buenos Aires
- 2023 Feria de Arte MAC,  Córdoba
- 2023 Museo Evita, Buenos Aires
- 2024 Galería Cariló Arte Contemporáneo,Cariló
- 2024 Galería María Wonda en Casa FOA, Córdoba
- 2024 Centro Cultural Ebusus, Ibiza
- 2024 Galería Wonda en Feria MAC , Córdoba
- 2024 Centro Cultural Rojas,  UBA, Buenos Aires